# الوحيد البهبهاني
محمد باقر بن محمد أكمل الوحيد البهبهاني (1118 هـ - 1206 هـ) هو رجل دين وفقيه ومرجع وأصولي شيعي إيراني معروفٌ ومشهور في الأوساط الدينية والرسميّة باسم الوحيد البهبهاني، وقد تزعّم في عصره المدرسة الأصولية في قبال المدرسة الأخبارية التي تختلف عنها في بعض الأمور الاستنباطية. وهو مُوثّق من العديد من رجاليي الشيعة، ومنهم: عبد النبي القزويني،(1) ومحمد مهدي بحر العلوم،(2) وغيرهما، وبالإضافة إلى من وثّقوه؛ ذهب جمعٌ من الأخباريين إلى جرحه والطعن فيه، وذلك لدوره الكبير في التصدّي للأخبارية وإقصائها.
كما كان له دورٌ كبير في محاربة التصوُّف حيث يُنقل في أحواله انتشار التصوّف بين الشيعة.
ولد بأصفهان وأقام مدة في بهبهان ثم استقر في كربلاء و توفي بالحائر. من آثاره: «تعليقات على منهج المقال» ، و «حاشية على مفاتيح الأحكام» في الفقه، و «فوائد عتيقة» و «فوائد جديدة».

## أسرته
تزوّج البهبهاني من بنت أستاذه محمد الطباطبائي البروجردي وأنجب منها ابنين، وبنت واحدة. وجديرٌ بالذكر أن أم البهبهاني هي بنت نور الدين بن رجل الدين والمُحدّث المعروف محمد صالح المازندراني.
محمد علي (1144 هـ - 1216 هـ): ولد في مدينة كربلاء سنة 1144 هـ، وقد تتلمذ على يد والده في العلوم الحوزوية، وله العديد من المؤلّفات والمصنّفات، ومنها: مقامع الفضل، ورسالة إثبات إمامة الأئمّة الإثني عشر، وقد تُوفي في كرمانشاه. وله ابن هو محمود صاحب كتاب تنبيه الغافلين وإيقاظ الراقدين. وابنه الآخر محمد جعفر وهو فقيهٌ له مؤلفات عديدة.
عبد الحسين (تُوفّي سنة 1245 هـ): ولد في مدينة بهبهان، ودرس العلوم الحوزوية على يد والده، وبعد وفاة والده ألح عليه بعض وجهاء عصره بالصلاة في مقام والده في كربلاء، فاستلم إمامة الصلاة لمُدّة شهرين، ثمّ ترك الإمامة، له كتب منها: حاشية على كتاب المعالم.
آمنة (1160 هـ - 1243 هـ): كانت شاعرة وقد درست العلوم الحوزوية على يد والدها، ولها ديوان شعر صغير، وقد تزوّجت من علي الطباطبائي صاحب الرياض، وأنجبت منه عدد من الأبناء المعروفين في الأوساط الحوزوية الشيعية.
|}

## دراسته
نشأ الوحيد البهبهاني في أصفهان ودرس العلوم العقلية عند أبيه وغادر أصفهان متوجها العراق سنة 1135 هـ وذلك بعد وفاة أبيه وأثناء سيطرة محمود الأفغان على أصفهان
درس الوحيد في النجف عند محمد الطباطبائي البروجردي (والد زوجته) وأيضاً صدر الدين القمي الهمداني.

## تصديه للأخبارية
تصدى البهبهاني للمسلك الأخباري منذ إقامته الطويلة في بهبهان، وقد تحولت مدينة بهبهان بسبب مهاجرة العديد من علماء البحرين إلى مركز لنشاطات الأخباريين، فأخذ البهبهاني بالتدريس وإقامة الجماعة والتصدي للأمور الدينية في هذه المدينة، كما قام بتأليف آثار لأجل تبيين آراء الأخباريين و نقدها، فمثلا ألّف كتاب «الاجتهاد والأخبار» سنة 1155 هـ في الدفاع عن المسلك الاجتهادي والنقد الشديد لمباني المسلك الأخباري.
وبعد أن هاجر إلى كربلاء التي خضعت آنذاك لسيطرة الأخباريين العلمية حضر لعدة أيام في درس يوسف البحراني (ت. 1186 هـ) وكان البحراني أكبر فقهاء عصره والممثّل الأخير للطريقة الأخبارية، فبعد أيام أعلن البهبهاني أنه يريد أن يجلس على كرسي درس البحراني ويدرّس بدلا عنه وطلب من البحراني أن يوصي تلاميذه بالحضور في درسه. فوافقه البحراني؛ لأنه كان يعد أخباريا معتدلا واختار على حد قوله الطريقة الوسطى وكان يخالف تقسيم علماء الشيعة بالأخباريين والأصوليين، وبناء على هذا القرار سلّم مجلس درسه الذي كان أكبر الحلقات العلمية آنذاك إلى البهبهاني، فأخذ بتبيين نظرية الاجتهاد ونقد آراء الأخباريين وكان نتيجة ذلك أنه رغّب حوالي ثلثي تلاميذ البحراني عن الطريقة الأخبارية.
أقام البهبهاني أكثر من ثلاثين سنة في كربلاء وستطاع أن يتغلّب على التيار الأخباري ويؤسس التيار الاجتهادي مكانه.

## تلامذته
تربّى على يدي الوحيد البهبهاني الكثير من العلماء منهم:
- مهدي النراقي
- محمد مهدي بحرالعلوم
- أبو علي الحائري
- محمد جواد العاملي
- جعفر كاشف الغطاء
- الميرزا القمي
- علي الطباطبائي
- أسد الله الكاظمي
- احمد النراقي
- محمد تقي الأصفهاني.
- محمد إبراهيم الكلباسي الأصفهاني
- محمد حسن الزنوزي الخوئي [11]

## مؤلفاته
- الفوائد الحائرية.[12]
- مصابيح الظلام في شرح مفاتيح الشرائع[13]
- الرسائل الأصولية[14]
- الرسائل الفقهية[15]
- التحفة الحسينية. رسالة عملية في الطهارة والصلاة والصوم.[16]
- شرح الفوائد الرجالية.
- التقريرات في الفقه.
- الرد على شبهات الأخباريين.
- الحاشية على مدارك الأحكام.[17]
- الحاشية على تهذيب الأحكام. حاشيةٌ على كتاب تهذيب الأحكام للشيخ الطوسي.[18]
- الحاشية على مجمع الفائدة والبرهان.
- الحاشية على قوانين الأصول.
- الحاشية على شرح القواعد.
- الحاشية على معارج الأحكام. حاشيةٌ على كتاب معارج الأحكام للمُحقّق الحلّي.[19]
- الرد على الأشاعرة ونفي الرؤية في الآخرة.[20]
- الحاشية على منتهى المقال.
- الحاشية على الذخيرة.
- الحاشية على الوافي.
- الحاشية على الكافي.
- حاشية المعالم.
- رسالة في القياس.
- رسالة في حجية الإجماع.
- رسالة في أصالة البراءة.
- رسالة في الاجتهاد والأخبار.
- حجية ظواهر الكتاب.[21]
- أصالة الطهارة.[22]
- هداية السنة في الإمامة. باللغة الفارسية.[23]

## الهوامش
- 1 - ترجم له عبد النبي القزويني في تتميم أمل الآمل ونقل مدحاً وثناءاً كثيراً عليه من ضمنه: ”فقيه العصر فريد الدهر وحيد الزمان صدر فضلاء الزمان صاحب الفكر العميق والذهن الدقيق صرف عمره في اقتناء العلوم واكتساب المعارف والدقائق وتكميل النفس بالعلم بالحقائق فحباه الله باستعداده علوما لم يسبقه أحد فيها من المتقدمين ولا يلحقه أحد من المتأخرين إلا بالأخذ منه“.[24]
- 2 - ذكره بحر العلوم في بعض إجازاته فقال: ”شيخنا العالم العامل، العلّامة، وأُستاذنا الحبر الفاضل الفهّامة المحقّق النحرير، والفقيه العديم النظير، بقية العلماء ونادرة الفضلاء، مجدّد ما اندرس من طريقة الفقهاء، ومعيد ما انمحى من آثار القدماء، البحر الزاخر، والإمام الباهر“.[25]

### الكتب
- الذريعة إلى تصانيف الشيعة. آغا بزرگ الطهراني، طبع بيروت - لبنان، 1403 هـ / 1983 م، منشورات دار الأضواء.
- تتميم أمل الآمل. عبد النبي القزويني، طبع قم - إيران، 1407 هـ، منشورات مكتبة آية الله المرعشي النجفي.
- منهج المقال في تحقيق أحوال الرجال. محمد علي الاسترآبادي، طبع قم - إيران، عام 1422 هـ، منشورات مؤسسة آل البيت عليهم السلام لإحياء التراث.
- معجم الشعراء الناظمين في الحسين. محمد صادق الكرباسي، طبع لندن - المملكة المتحدة، 1419 هـ / 1999 م، منشورات المركز الحسيني للدراسات.
- الأعلام. خير الدين الزركلي، طبع بيروت - لبنان، 1980، منشورات دار العلم للملايين.

### إشارات مرجعية
1. 1 2 3 4  
الزركلي، خير الدين. الأعلام - ج6. ص. 49. مؤرشف من الأصل في 2019-12-08.
2. ↑  الاسترآبادي، محمد علي. مُقدّمة كتاب: منهج المقال في تحقيق أحوال الرجال - ج1. ص. 33. مؤرشف من الأصل في 2015-01-15.
3. 1 2 3 4  "www.m-alhassanain.com/الناظمين في الحسين عليه السلام". web.archive.org. 25 يونيو 2012. مؤرشف من الأصل في 2012-06-25. اطلع عليه بتاريخ 2021-02-23.{{استشهاد ويب}}:  صيانة الاستشهاد: BOT: original URL status unknown (link)
4. ↑  "أعيان الشيعة - السيد محسن الأمين - ج ٩ - الصفحة ٢٠٢". web.archive.org. 13 ديسمبر 2019. مؤرشف من الأصل في 2019-12-13. اطلع عليه بتاريخ 2021-02-23.{{استشهاد ويب}}:  صيانة الاستشهاد: BOT: original URL status unknown (link)
5. ↑  البهبهاني، مرآت الاحوال جهان نما، ج 1، ص 147 - 149.
6. ↑  البهبهاني، مرآت الأحوال جهان نما، ج 1، ص 147 و 149؛ الدواني، آقا محمد باقر بن محمد اكمل اصفهاني، ص 112.
7. ↑  المازندراني، منتهى المقال، ج 6، ص 187.
8. ↑  البحراني، الحدائق، ج 1، ص 15.
9. ↑  المامقاني، تنقيح المقال، ج 2، ص 285.
10. ↑  آقا بزرگ الطهراني، الذريعة، ج 16، ص 330 - 331.
11. ↑  آقا بزرگ الطهراني، طبقات أعلام الشيعة، الجزء 2، القسم 1، ص 172 ؛ القمي، فوائد الرضوية، ج 2، ص 406 ؛ البهبهاني، الفوائد الحائرية، المقدمة ، ص 19 - 20.
12. ↑  "الفوائد الحائرية". alfeker.net. مؤرشف من الأصل في 2018-06-22. اطلع عليه بتاريخ 2021-02-23.
13. ↑  "مصابيح الظلام في شرح مفاتيح الشرائع - 11 جزء". alfeker.net. مؤرشف من الأصل في 2020-01-11. اطلع عليه بتاريخ 2021-02-23.
14. ↑  "الرسائل الأصولية". alfeker.net. مؤرشف من الأصل في 2018-06-22. اطلع عليه بتاريخ 2021-02-23.
15. ↑  "الرسائل الفقهية". alfeker.net. مؤرشف من الأصل في 2020-06-10. اطلع عليه بتاريخ 2021-02-23.
16. ↑  "الذريعة - آقا بزرگ الطهراني - ج ٣ - الصفحة ٤٢٧". shiaonlinelibrary.com. مؤرشف من الأصل في 2020-01-10. اطلع عليه بتاريخ 2021-02-23.
17. ↑  "الحاشية على مدارك الأحكام - ج1ج2ج3". alfeker.net. مؤرشف من الأصل في 2018-06-24. اطلع عليه بتاريخ 2021-02-23.
18. ↑  "الذريعة - آقا بزرگ الطهراني - ج ٦ - الصفحة ٥١". shiaonlinelibrary.com. مؤرشف من الأصل في 2020-04-07. اطلع عليه بتاريخ 2021-02-23.
19. ↑  "الذريعة - آقا بزرگ الطهراني - ج ٦ - الصفحة ٢٠٥". shiaonlinelibrary.com. مؤرشف من الأصل في 2020-01-10. اطلع عليه بتاريخ 2021-02-23.
20. ↑  "الذريعة - آقا بزرگ الطهراني - ج ١٠ - الصفحة ١٨٤". shiaonlinelibrary.com. مؤرشف من الأصل في 2020-01-10. اطلع عليه بتاريخ 2021-02-23.
21. ↑  "الذريعة - آقا بزرگ الطهراني - ج ٦ - الصفحة ٢٧٤". shiaonlinelibrary.com. مؤرشف من الأصل في 2020-01-10. اطلع عليه بتاريخ 2021-02-23.
22. ↑  "الذريعة - آقا بزرگ الطهراني - ج ٢ - الصفحة ١١٧". shiaonlinelibrary.com. مؤرشف من الأصل في 2020-04-07. اطلع عليه بتاريخ 2021-02-23.
23. ↑  "الذريعة - آقا بزرگ الطهراني - ج ٢٥ - الصفحة ١٧٧". shiaonlinelibrary.com. مؤرشف من الأصل في 2019-12-17. اطلع عليه بتاريخ 2021-02-23.
24. ↑  القزويني، عبد النبي. تتميم أمل الآمل. ص. 74. مؤرشف من الأصل في 2016-03-04.
25. ↑  وفاة الشيخ محمد باقر الأصفهاني المعروف بالوحيد البهبهاني / صاحب الفوائد الحائرية عام 1205 هـ [وصلة مكسورة] نسخة محفوظة 20 يوليو 2014 على موقع واي باك مشين.

| محمد الطباطبائي | محمد الطباطبائي | محمد الطباطبائي | محمد الطباطبائي | محمد الطباطبائي | محمد الطباطبائي |  |  |  |  |      |      | محمد أكمل الأصفهاني        | محمد أكمل الأصفهاني        | محمد أكمل الأصفهاني        | محمد أكمل الأصفهاني        | محمد أكمل الأصفهاني        | محمد أكمل الأصفهاني        |          |          |          |          |           |           |           |           |           |           |            |            |            |            |            |            |  |  |
| محمد الطباطبائي | محمد الطباطبائي | محمد الطباطبائي | محمد الطباطبائي | محمد الطباطبائي | محمد الطباطبائي |  |  |  |  |      |      | محمد أكمل الأصفهاني        | محمد أكمل الأصفهاني        | محمد أكمل الأصفهاني        | محمد أكمل الأصفهاني        | محمد أكمل الأصفهاني        | محمد أكمل الأصفهاني        |          |          |          |          |           |           |           |           |           |           |            |            |            |            |            |            |  |  |
| بنت             | بنت             | بنت             | بنت             | بنت             | بنت             |  |  |  |  |      |      | محمد باقر الوحيد البهبهاني | محمد باقر الوحيد البهبهاني | محمد باقر الوحيد البهبهاني | محمد باقر الوحيد البهبهاني | محمد باقر الوحيد البهبهاني | محمد باقر الوحيد البهبهاني |          |          |          |          |           |           |           |           |           |           |            |            |            |            |            |            |  |  |
| بنت             | بنت             | بنت             | بنت             | بنت             | بنت             |  |  |  |  |      |      | محمد باقر الوحيد البهبهاني | محمد باقر الوحيد البهبهاني | محمد باقر الوحيد البهبهاني | محمد باقر الوحيد البهبهاني | محمد باقر الوحيد البهبهاني | محمد باقر الوحيد البهبهاني |          |          |          |          |           |           |           |           |           |           |            |            |            |            |            |            |  |  |
|                 |                 |                 |                 |                 |                 |  |  |  |  |      |      |                            |                            |                            |                            |                            |                            |          |          |          |          |           |           |           |           |           |           |            |            |            |            |            |            |  |  |
|                 |                 |                 |                 |                 |                 |  |  |  |  |      |      |                            |                            |                            |                            |                            |                            |          |          |          |          |           |           |           |           |           |           |            |            |            |            |            |            |  |  |
|                 |                 |                 |                 |                 |                 |  |  |  |  |      |      |                            |                            |                            |                            |                            |                            |          |          |          |          |           |           |           |           |           |           |            |            |            |            |            |            |  |  |
| علي الطباطبائي  | علي الطباطبائي  | علي الطباطبائي  | علي الطباطبائي  | علي الطباطبائي  | علي الطباطبائي  |  |  |  |  | آمنة | آمنة | آمنة                       | آمنة                       | آمنة                       | آمنة                       |                            |                            | محمد علي | محمد علي | محمد علي | محمد علي | محمد علي  | محمد علي  |           |           |           |           | عبد الحسين | عبد الحسين | عبد الحسين | عبد الحسين | عبد الحسين | عبد الحسين |  |  |
| علي الطباطبائي  | علي الطباطبائي  | علي الطباطبائي  | علي الطباطبائي  | علي الطباطبائي  | علي الطباطبائي  |  |  |  |  | آمنة | آمنة | آمنة                       | آمنة                       | آمنة                       | آمنة                       |                            |                            | محمد علي | محمد علي | محمد علي | محمد علي | محمد علي  | محمد علي  |           |           |           |           | عبد الحسين | عبد الحسين | عبد الحسين | عبد الحسين | عبد الحسين | عبد الحسين |  |  |
|                 |                 |                 |                 |                 |                 |  |  |  |  |      |      |                            |                            |                            |                            |                            |                            |          |          |          |          |           |           |           |           |           |           |            |            |            |            |            |            |  |  |
|                 |                 |                 |                 |                 |                 |  |  |  |  |      |      |                            |                            |                            |                            |                            |                            |          |          |          |          |           |           |           |           |           |           |            |            |            |            |            |            |  |  |
|                 |                 |                 |                 |                 |                 |  |  |  |  |      |      |                            |                            | محمود                      | محمود                      | محمود                      | محمود                      | محمود    | محمود    |          |          | محمد جعفر | محمد جعفر | محمد جعفر | محمد جعفر | محمد جعفر | محمد جعفر |            |            |            |            |            |            |  |  |